# Striphelden versus corona
Striphelden versus corona is een stripalbum uitgebracht door de Belgische uitgeverij Oogachtend en de Nederlandse Uitgeverij L ten tijde van de coronacrisis in België en in Nederland om met humor de mensen door deze periode te helpen en als ondersteuning van de stripwinkels die het tijdens de lockdown financieel moeilijk hebben. Meer dan zestig striptekenaars werkten belangeloos mee aan deze uitgave. De bijdragen bestaan veelal uit cartoons, maar ook uit gags van een strook of van een pagina, waarbij bestaande striphelden in de coronacrisis worden gezet, onder andere Agent 327, Blake en Mortimer, Boerke, Cordelia, DirkJan, Driftwereld, Elsje, Filip & Mathilde, Fokke & Sukke, January Jones, Sigmund, Spaghetti en Storm. 
Stripspeciaalzaken konden zelf kiezen hoe ze het album verdeelden. Het werd veelal gratis weggegeven bij aankopen van minimaal vijftien euro.
De volgende stripauteurs verleenden hun medewerking:
- Serge Baeken
- Teun Berserik
- Kees de Boer
- Abe Borst
- Felix Bosschaert
- Jan Bosschaert
- Ken Broeders
- Marq van Broekhoven
- Charel Cambré
- Frodo De Decker
- Johan De Moor
- Pieter De Poortere
- Bruno De Roover
- Marissa Delbressine
- Phaedra Derhore
- Thomas Du Caju
- Ype Driessen
- Kim Duchateau
- Bastiaan Geleijnse
- Mars Gremmen
- Margreet de Heer
- Fred de Heij
- Dick Heins
- Mark van Herpen
- Eric Heuvel
- Eric Hercules
- Pieter Hogenbirk
- Ilah
- Laura Janssens
- Daan Jippes
- Aimée de Jongh
- Frank Jonker
- Alex van Koten
- Lectrr
- Gerard Leever
- René Leisink
- Martin Lodewijk
- Stephan Louwes
- Romano Molenaar
- Michaël Olbrichts
- IJsbrand Oost
- Aloys Oosterwijk
- Danker Jan Oreel
- Wilfred Ottenheijm
- Hans van Oudenaarden
- Floris Oudshoorn
- Remco Polman
- John Reid
- Mark Retera
- Willem Ritstier
- Herman Roozen
- Kenny Rubenis
- Nele Seys
- Joris Snaet
- Tijn Snoodijk
- Joost Swarte
- Urbanus
- Jean-Marc van Tol
- Gerben Valkema
- Dieter Van Der Ougstraete
- Van Mol
- Judith Vanistendael
- Jorg de Vos
- Roelof Wijtsma
- Peter de Wit